# Jorge Rodríguez
Jorge Rodríguez (18. dubna 1968 Toluca – 8. srpna 2024) byl mexický fotbalista, záložník. 

## Fotbalová kariéra
V mexické lize hrál za Deportivo Toluca FC, Santos Laguna a CF Pachuca. Za reprezentaci Mexika nastoupil v letech 1991–1996 ve 40 utkáních a dal 3 góly. Byl členem mexické reprezentace na Mistrovství světa ve fotbale 1994, nastoupil ve 3 utkáních.

## Ligová bilance
| Ročník                    | Zápasy | Góly | Klub                |
| ------------------------- | ------ | ---- | ------------------- |
| 1. mexická liga 1988/1989 | 21     | 3    | Deportivo Toluca FC |
| 1. mexická liga 1989/1990 | 24     | 5    | Deportivo Toluca FC |
| 1. mexická liga 1990/1991 | 16     | 1    | Deportivo Toluca FC |
| 1. mexická liga 1991/1992 | 30     | 5    | Deportivo Toluca FC |
| 1. mexická liga 1992/1993 | 38     | 13   | Deportivo Toluca FC |
| 1. mexická liga 1993/1994 | 33     | 8    | Deportivo Toluca FC |
| 1. mexická liga 1994/1995 | 33     | 3    | Deportivo Toluca FC |
| 1. mexická liga 1995/1996 | 33     | 3    | Santos Laguna       |
| 1. mexická liga 1996/1997 | 16     | 0    | Santos Laguna       |
| 1. mexická liga 1997/1998 | 8      | 0    | Santos Laguna       |
| 1. mexická liga 2001/2002 | 7      | 0    | CF Pachuca          |
| 1. mexická liga 2002/2003 | 9      | 0    | CF Pachuca          |
| 1. mexická liga 2003/2004 | 2      | 0    | CF Pachuca          |
| CELKEM 1. mexická liga    | 270    | 41   |                     |